# Red Roses
Red Roses è un singolo del rapper americano Lil Skies, pubblicato il 26 giugno 2017. La canzone ha raggiunto la posizione numero 69 della Billboard Hot 100.

## Video musicale
Il 18 ottobre 2017 viene pubblicato il video su YouTube dal canale Cole Bennett.